# Epapterus dispilurus
Epapterus dispilurus és una espècie de peix de la família dels auqueniptèrids i de l'ordre dels siluriformes.

## Morfologia
- Els mascles poden assolir 13 cm de longitud total.
- Nombre de vèrtebres: 48-50.[1]

## Alimentació
Menja peixets.

## Hàbitat
És un peix d'aigua dolça i de clima subtropical (20 °C-22 °C).

## Distribució geogràfica
Es troba a Sud-amèrica: conques dels rius Amazones i Paraguai (Paraguai, nord de l'Argentina i sud del Brasil).